# Domingo Pérez Cáceres
Domingo Pérez Cáceres (10 de noviembre de 1892, Güímar (Tenerife, Islas Canarias, España) - 1 de agosto de 1961, San Cristóbal de La Laguna, Tenerife) fue uno de los obispos más destacados de la historia de las Islas Canarias, siendo bien conocido por sus ayudas a la gente pobre de Canarias (era conocido como el "obispo de los pobres"), a los cuales donaba dinero, y por sus muchos cargos en la Iglesia. 
Pero sobre todo es conocido por ser el impulsor de la construcción de la Basílica de Nuestra Señora de la Candelaria, patrona de Canarias. Él también fue el primer y único obispo nacido en Tenerife que rigió su propia diócesis natal, la Diócesis de San Cristóbal de La Laguna, también llamada Diócesis de Tenerife o Diócesis Nivariense y en general también fue el primer obispo canario en regir esta diócesis igualmente canaria. Su casa aún se conserva en el barrio de Chacaica en Güímar. Fue el octavo obispo de Tenerife.

## Biografía
Domingo Pérez Cáceres nació el 10 de noviembre de 1892 en Güímar (Tenerife). Hijo de Domingo Pérez Fariña y de la caraqueña Juana Cáceres Romero, quien descendía de tinerfeños, Pérez Cáceres nació en la casa de la familia, que llevaba por nombre "Del Buen Retiro". Fue en la iglesia San Pedro Apóstol donde recibió su bautismo, recibiendo el nombre de Andrés Avelino Domingo.
Después de estudiar en el Seminario sacerdotal de Tenerife, tuvo muchos cargos importantes, pues fue obispo coadjutor de la parroquia de Güimar, cura regente del Salvador de La Matanza, coadjuntor de la iglesia de la Concepción de La Laguna, párroco de la villa de Guimar y deán de la Iglesia de La Catedral.
El 22 de septiembre de 1918 el obispo Rey Redondo le entregó el orden del presbiterado, lo que lo condujo a ejercer el cargo de vicario general de la Diócesis, el cual ocupó durante doce años. Tras esto se le sumaron otros cargos importantes tales como el de arcipreste del distrito de Guimar, examinador prosinodal y párroco consultor. Así mismo, el cabildo de la catedral decidió nombrarlo vicario capitular convirtiéndose en el máximo exponente de la sede vacante.
En su cargo de prelado, Pérez Cáceres mejoró notablemente el cabildo catedralicio. Una de las muchas mejoras que sirvió en este cabildo se basó en aumentar los capitulares a dieciséis. También impulsó la construcción de la Basílica de Candelaria.
Descrito por todos lo que lo conocían como un hombre humilde, generoso y bondadoso, destacó también entre otros obispos por sus donaciones a la gente pobre de Canarias, lo que le valió el apelativo del "obispo de los pobres", siendo nombrado hijo predilecto de Güímar y de la provincia de Santa Cruz de Tenerife. También fue nombrado hijo adoptivo de todos los municipios de la diócesis de San Cristóbal de La Laguna. El 21 de septiembre de 1947 Don Domingo fue consagrado obispo de Tenerife, así como hijo adoptivo de Los Realejos en el mismo año.
El obispo comenzó a enfermar en los años cincuenta, por lo que fue enviado a la clínica Virgen de la Paloma de Madrid en 1954, para que obtuviera el tratamiento adecuado allí. Sin embargo, este no tuvo éxito. Pérez Cáceres murió el martes 1 de agosto de 1961, a las tres y media de la tarde. El jueves 3 de agosto, a las 17:00 de la tarde, salía su ataúd del palacio episcopal a hombros de "hombres del pueblo”. Miles de personas, procedentes de todo Tenerife, desfilaron por la capilla ardiente de la catedral. Fueron varios los desfiles de personas que pasaron continuamente, besando además, y por vez última, el anillo pastoral; se vieron también numerosas de coronas procedentes de distintos lugares; llegaron también centenares de telegramas de toda Canarias e incluso de otras partes de España.
Las emisoras de radio canarias emitieron programas especiales sobre el obispo hasta que se efectuaron las honras fúnebres, el jueves 3 de agosto. Después de que los restos del obispo fueran trasladados a Güimar, donde se le rezó, se les dio sepultura en la Basílica de Candelaria.

## Curiosidades
- Del obispo Domingo Pérez Cáceres suelen comentar, los que lo conocieron, que era un hombre humilde, generoso y bondadoso. Sobre todo se comenta que era un hombre de la tierra.
- El obispo gustaba pasear por las calles de La Laguna para saludar y hablar con las personas que veía. Hay que destacar también el hecho de que él nunca criticó a nadie y que por el contrario era capaz de disculpar los errores cometidos por otras personas.
- En La Laguna, en la calle "Plaza del Fray Albino" (desde 2004 Plaza de Los Remedios), hay una estatua suya con una placa con su nombre.[2]

## Anécdotas
Don Domingo Pérez Cáceres dejó muchas anécdotas que cuentan con admiración quienes lo conocieron. Estas fueron algunas de ellas:
- El obispo impulsó la celebración de los carnavales en Tenerife aunque con el nombre de "Fiestas de Invierno". También impulsó la celebración de la Romería de San Benito Abad.[2]
- Al cura Antonio Martí, no le parecía propio de un obispo corriente que contestara al teléfono sin nadie que ocupara su lugar, así como que bajara hasta el portal para despedir a las personas que lo visitaban: "El P. Albino me dice lo mismo y siempre le contesto: pero, Padre. si a mi me quitan eso, ¿qué me queda de Obispo?"[3]

## La Consagración Episcopal
El 21 de septiembre de 1947 Don Domingo fue consagrado Obispo de Tenerife (tras haberle otorgado ese título el Papa Pío XII), lo que causó un enorme entusiasmo entre los habitantes de la isla. Fue consagrado ante la presencia multitudinaria de todo un pueblo. Fue el octavo obispo de Tenerife.
En octubre, el programa de las Fiestas del Stmo. Cristo de La Laguna dedicó algunos actos al "nuevo Obispo de Tenerife" que se dividían entre el martes, el jueves, el viernes, el sábado y el lunes:
- Martes 16: la Corporación municipal lo nombró hijo adoptivo de San Cristóbal de La Laguna. Luego, se creó una placa con el nombre de "Obispo Pérez Cáceres"' en una zona de La Laguna.

- Viernes 19: Se hizo una procesión de Traslado del Santísimo Cristo de La Laguna a la Catedral para hacer la consagración Episcopal ante él.

- Sábado 20: Una "gran rondalla típica" recorrió algunas calles de La Laguna. Además, en este recorrido, pasó por el Palacio Episcopal, con el fin de obsequiar al Obispo así como a los demás Prelados.

- Lunes 22: Se celebró una gran Fiesta de Arte para homenajear al Obispo güimarero. La fiesta fue celebrada por el Orfeón La Paz en el Teatro Leal.[2]

## Homenajes
- El Gobierno de la Nación le concedió la Gran Cruz de Beneficencia.[4]
- Fue nombrado Hijo Predilecto de Güímar y de la provincia y Adoptivo de todos los municipios de la Diócesis Nivariense.[4]

## Sucesión
| Predecesor: Albino González Menéndez-Reigada | Obispo de San Cristóbal de la Laguna 1947 - 1961 | Sucesor: Luis Franco Cascón |

- Datos: Q5812879
- Multimedia: Domingo Pérez Cáceres / Q5812879